# Avincis Aviation Sweden
Avincis Aviation Sweden AB, tidigare Babcock Scandinavian Air Ambulance, är ett svenskt flygbolag som bedriver verksamhet med ambulanshelikoptrar. Ambulanshelikoptrar finns på sex platser i Sverige och en på Åland. Ambulansflygplan finns på fyra platser i Sverige. Bolagets huvudkontor ligger på Arlanda Airport med maintenance centre på Frösön i Östersund.

## Historik

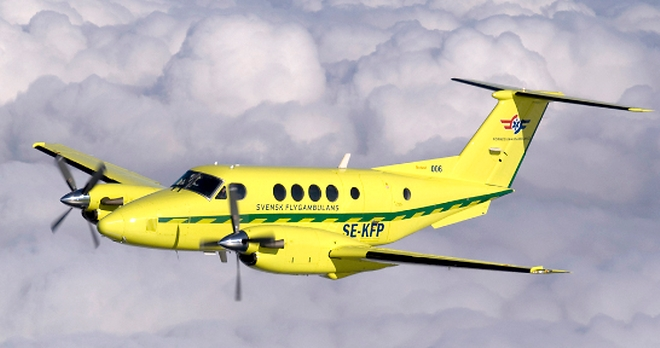

Bolaget startade sin verksamhet år 2001 under namnet Lufttransport. Då flög företaget ambulanshelikoptrar i Stockholm och Östersund. Därefter har flera baser tillkommit allteftersom bolaget vunnit flera av de svenska landstingens upphandlingar av ambulanshelikoptrar. Bolaget har helikopterbaser i Visby, Norrtälje, Uppsala, Östersund, Arlanda och Mariehamn med maintenance centre på Frösön i Östersund.
I februari 2008 bytte bolaget namn till Scandinavian Air Ambulance.
Företaget köptes 2014 av Babcock International Group. År 2016 ändrade företaget namn till Babcock Scandinavian AirAmbulance.
2022 blev bolaget uppköpt av Ancala och ändrade namn till Avincis.

## Baser och helikopter-/flygplanstyper

### Sverige
Bolagets huvudkontor ligger på Arlanda Airport med maintenance centre på Frösön i Östersund.
| Basering                            | Helikoptermodell | Reg.   | Uppdragsgivare                   | Övrigt                                       |
| ----------------------------------- | ---------------- | ------ | -------------------------------- | -------------------------------------------- |
| Norrtälje (Mellingeholms flygplats) | Airbus EC145 T2  | SE-JSR | Stockholms läns landsting        | Mediflight 5980                              |
| Norrtälje (Mellingeholms flygplats) | Airbus EC145 T2  | SE-JSP | Stockholms läns landsting        | Endast under sommarhalvåret. Mediflight 5840 |
| Uppsala                             | AW 169           | SE-JSK | Akademiska sjukhuset             | Intensivvårdshelikopter. Mediflight 5930     |
| Visby                               | Eurocopter EC145 | SE-JRO | Gotlands kommun                  | Mediflight 5910                              |
| Östersund                           | AW169            | SE-JRA | Jämtlands läns landsting         | Mediflight 5940                              |
| Göteborg                            | AW169            | SE-JSJ | Västra Götalandsregionen         | Mediflight 5920                              |
| Arlanda                             | AW139            | SE-JSN | Karolinska universitetssjukhuset | Mediflight 5710                              |

### Finland
| Mariehamn | Leonardo AW169 |  |